# Fortín Leyes
Fortín Leyes é um município da Argentina, localizada na província de Formosa